# Platacanthomys lasiurus
Platacanthomys lasiurus е вид бозайник от семейство Бодливи сънливци (Platacanthomyidae), единствен представител на род Platacanthomys. Видът е световно застрашен, със статут Уязвим.

## Разпространение
Разпространен е в Индия.